# Кевін Ромі
Кевін Ромі (фр. Kevin Romy; 31 січня 1985, Ла Шо-де-Фон, Швейцарія) — швейцарський хокеїст, центральний нападник.

## Клубна кар'єра
Кевін Ромі почав свою кар'єру хокеїста в 2000 році в своєму рідному місті Ла Шо-де-Фон у ХК «Ла Шо-де-Фон» дебютувавши в елітному дивізіоні 2001 року. Кевін покинув клуб в 2002 році і перейшов до «Серветт-Женева». У драфті НХЛ 2003 був обраний у четвертому раунді під 108-м номером Філадельфія Флаєрс, однак ніколи не грав за цей клуб. Влітку 2005 року, підписав контракт з ХК Лугано, з яким він став чемпіоном Швейцарії 2006 року.
У 2012 році, Ромі повернувся до клубу «Серветт-Женева».
15 червня 2017 року Кевіна обрано капітаном команди.
23 липня 2019 року Ромі оголосив про завершення кар'єри гравця.

## Виступи за збірні
У складі юніорської збірної Швейцарії виступав на чемпіонатах світу U18 у 2002 та 2003 роках, а також молодіжній збірній Швейцарії на чемпіонатах світу 2003, 2004 та 2005 роках.
У складі національної збірної виступав на чемпіонатах світу 2005, 2006, 2009, 2010, 2012, 2014 та 2015 років, а також на зимових Олімпійських іграх 2014 року.

## Досягнення та нагороди
- Чемпіон Швейцарії у складі «Лугано» — 2006
- Володар Кубка Шпенглера у складі «Серветт-Женева» — 2013, 2014